# Коралловая фабрика (Брауншвейг)
Коралловая фабрика — фабрика по производству бисера, существовавшая в Брауншвейге с 1755 по 1772 годы.

## История
Предприятие было основано в 1755 году предпринимателем и ремесленником Иоганном Михаэлем ван Зеловым.
Во второй половине XVIII века кораллами называли имитации натуральных кораллов, изготавливавшиеся из стекла. Из подобных элементов часто составляли бусы. В состав для прочности добавляли воск, сами «кораллы», как правило, были окрашены в красный цвет. Позже терминология изменилась, и «кораллами» начали называть стеклянный бисер. Для того, чтобы избежать избыточного блеска, в массу добавляли костную золу различных животных.
«Кораллы» представляют собой пустотелый бисер, выдувавшийся из стеклянных трубочек, которые предварительно вытягивались. После 1782 года трубочки разрезались с помощью специальных дисков, вращавшихся вертикально. 
На фабрике ван Зелова, как правило, выпускался непрозрачный бисер зелёного, чёрного и небесно-голубого цвета.
На Коралловой фабрике изготавливались предметы быта: столики-приставки, бюро, шкафчики, ломберные столики и некрупные предметы быта. Все изделия покрывались бисером. Создатель фабрики ван Зелов считал все работы своими изобретениями.